# Passion and the Opera
Passion and the Opera – trzeci singel fińskiego zespołu Nightwish wykonującego metal symfoniczny, pochodzący z albumu Oceanborn.

## Lista utworów
Sporządzono na podstawie materiału źródłowego:
1. „Passion and the Opera” (single edit) – 03:36
2. „Sacrament of Wilderness” – 04:10

## Skład
- Tarja Turunen – wokal prowadzący
- Tuomas Holopainen – instrumenty klawiszowe
- Erno Vuorinen – gitara prowadząca
- Jukka Nevalainen – perkusja
- Sami Vänskä – gitara basowa